# Francesco Geminiani
Pour les articles homonymes, voir Geminiani.
Francesco Geminiani (Lucques, 5 décembre 1687 — Dublin, 17 septembre 1762) est un violoniste et compositeur italien de l'époque baroque.

## Biographie
Il reçoit ses premières leçons musicales de son père, puis du compositeur Alessandro Scarlatti. Il perfectionne son jeu de violon chez Carlo Ambrogio Lonati à Milan et ultérieurement, auprès d'Arcangelo Corelli à Rome.
Il succède à son père au poste de maître de chapelle de la Cappella Palatina de Lucques en 1707.
En 1711, il prend la direction de l'opéra à Naples, en plus d'être premier violon de l'orchestre de l'institution. Après un bref retour à Lucques, il se rend, en 1714, en compagnie du compositeur et flûtiste Francesco Barsanti, à Londres, où l'a précédé une réputation de virtuose du violon. Il donne de nombreux et lucratifs concerts et, sous la protection du comte d'Essex William Capell, peut composer, publier ses œuvres et enseigner. Plusieurs de ses élèves mèneront des carrières couronnées de succès, notamment Charles Avison, Matthew Dubourg et Joachim Bernhard Hagen.
En 1715, Geminiani interprète ses concertos pour violon avec Georg Friedrich Haendel au clavier à la cour de Londres. 
Après une visite à Paris, où il réside assez longtemps, il rentre définitivement en Angleterre en 1755. Il se produit comme virtuose et travaille comme éditeur d'un périodique de musique - une activité dans laquelle il échoue. Le succès est en revanche au rendez-vous avec la vente de ses propres tableaux ainsi que ceux de maîtres italiens.
Lors d'un de ses nombreux séjours à Dublin, en 1761, un serviteur lui dérobe un manuscrit musical ; d'après ses proches, la contrariété d'être volé de son temps et du fruit de son travail aurait provoqué son décès prématuré. Il repose à la Basilique Saint-François de Lucques.

## La Franc-maçonnerie
Francesco Geminiani est le premier Italien à avoir été initié en franc-maçonnerie, dans la Loge londonienne « Queen's Head », le 1er février 1725, il est donc considéré comme le plus ancien franc-maçon d'Italie, Il fut passé Compagnon et elevé à la Maitrîse le 12 mai de la même année.

## Œuvre

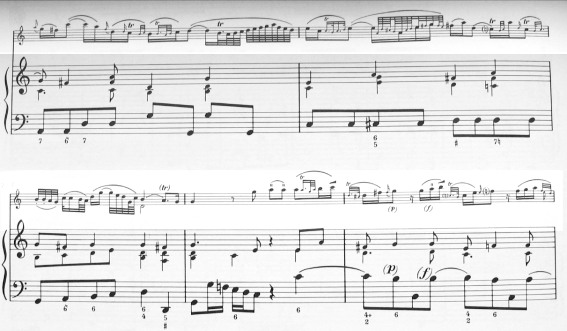
Extrait de Sonate avec diminutions typiques.

Francesco Geminiani laisse 80 œuvres.
- 12 Sonates pour violon, alto et clavecin, opus 1 (1716)
- 12 Concerti grossi (1726-1727), arrangements sous forme de concerto des Sonates pour violon, op. 5 d'Arcangelo Corelli, compositeur encore très en vogue en Angleterre où le style galant tarde à s'imposer. Ces arrangements ont beaucoup contribué à la célébrité de Geminiani dans sa patrie d'adoption.
- 6 Concerti in 7 parti [Concerti à 7 parties instrumentales], opus 2 (1732), dans cet opus comme dans l'opus 3 et 7, Geminiani ajoute l'alto au concertino (solistes) (ripieno = orchestre) pour ainsi obtenir de la musique pour quatuor à cordes et orchestre à 3 parties (2 dessus et une basse).
- 6 Concerti grossi, opus 3 (1732), l'une de ses œuvres les plus connues avec les arrangements des sonates de Corelli et les 6 sonates pour violoncelle
- La Foresta Incantata [La Forêt enchantée], pantomime (1736)
- 12 Sonates pour violon et basse continue, op. 4 (1739)
- Transcriptions pour clavecin de ses opus 1 et 4 (1739)
- Des pièces de clavecin constituées d'adaptations de quelques-unes de ses pièces par le compositeur (Paris, 1743), plus précisément les opus 1 et 4
- 6 sonates pour violoncelle et basse continue, op. 5 (1746)
- Transcriptions pour violon des sonates de l'opus 5 (1746)
- 6 Concerti grossi (à 8 parties), op. 7 (1743)
- L'Art de jouer le violon, opus 9, la première publication de ce genre en 1751 à Londres.

Et bien d'autres œuvres perdues, dont :
- 6 Concerti, op. 6
- L'Art de l'accompagnement avec le clavecin ou l'orgue.

## Discographie
- 12 Concerti Grossi, Composti Sull'opera V d'Arcangelo Corelli (« 12 concerti grossi composés sur l'œuvre 5e d'Arcangelo Corelli »), Ensemble 415, Chiara Banchini (2004, Zig Zag Territoires - ZZT 040301)
- 6 Concerti Grossi, La Petite Bande, dir. Sigiswald Kuijken (1987, Deutsche Harmonia Mundi/EMI - 067 EL 16 9591 1)
- Concerti grossi, op. 3, Academy of Ancient Music, dir. Christopher Hogwood (1986, L'Oiseau-Lyre - 417 522-2)
- Concerti grossi, op. 3, Europa Galante, dir. Fabio Biondi (1996, Opus 111 OPS 30-172) (OCLC 990796389)
- Concerti grossi, op. 7, Café Zimmermann (2018, Alpha Classics - 396)
- Sonates pour violon, op. 5 - Anton Steck, violon ; Christian Rieger, clavecin ; Markus Möllenbeck, violoncelle (5-7 janvier 2005, CPO) (OCLC 864963378)
- Sonates pour violoncelle  et basse continue - Anthony Pleeth, violoncelle ; Richard Webb, violoncelle continuo ; Christopher Hogwood, clavecin (avril 1975, l'Oiseau-Lyre 433 192-2) (OCLC 768801250)
- Sonates pour violoncelle et basse continue - Bruno Cocset, violoncelle, violon ténor ; Les basses réunies (2630 novembre 2006, Alpha) (OCLC 243783579)
- L'Art de jouer du violon, op. 9 ; Sonates op. 4 nos 4 et 8 - Gottfried von der Goltz, violon ; Annekatrin Beller, violoncelle ; Torsten Johann, clavecin ; Thomas C. Boysen, théorbe (21 au 24 septembre 2015, Aparté)